# Max Mara

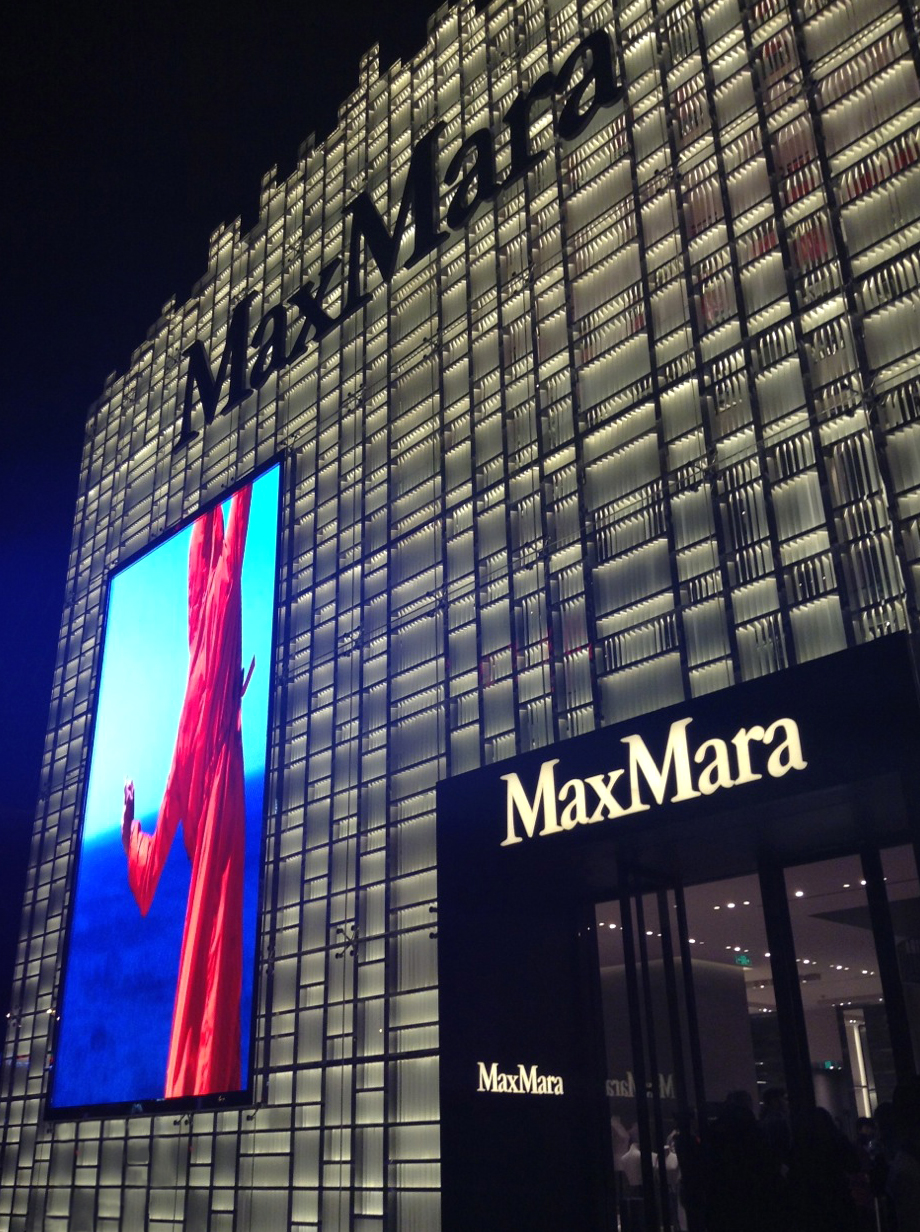
Flagship Store Max Mara a Pechino

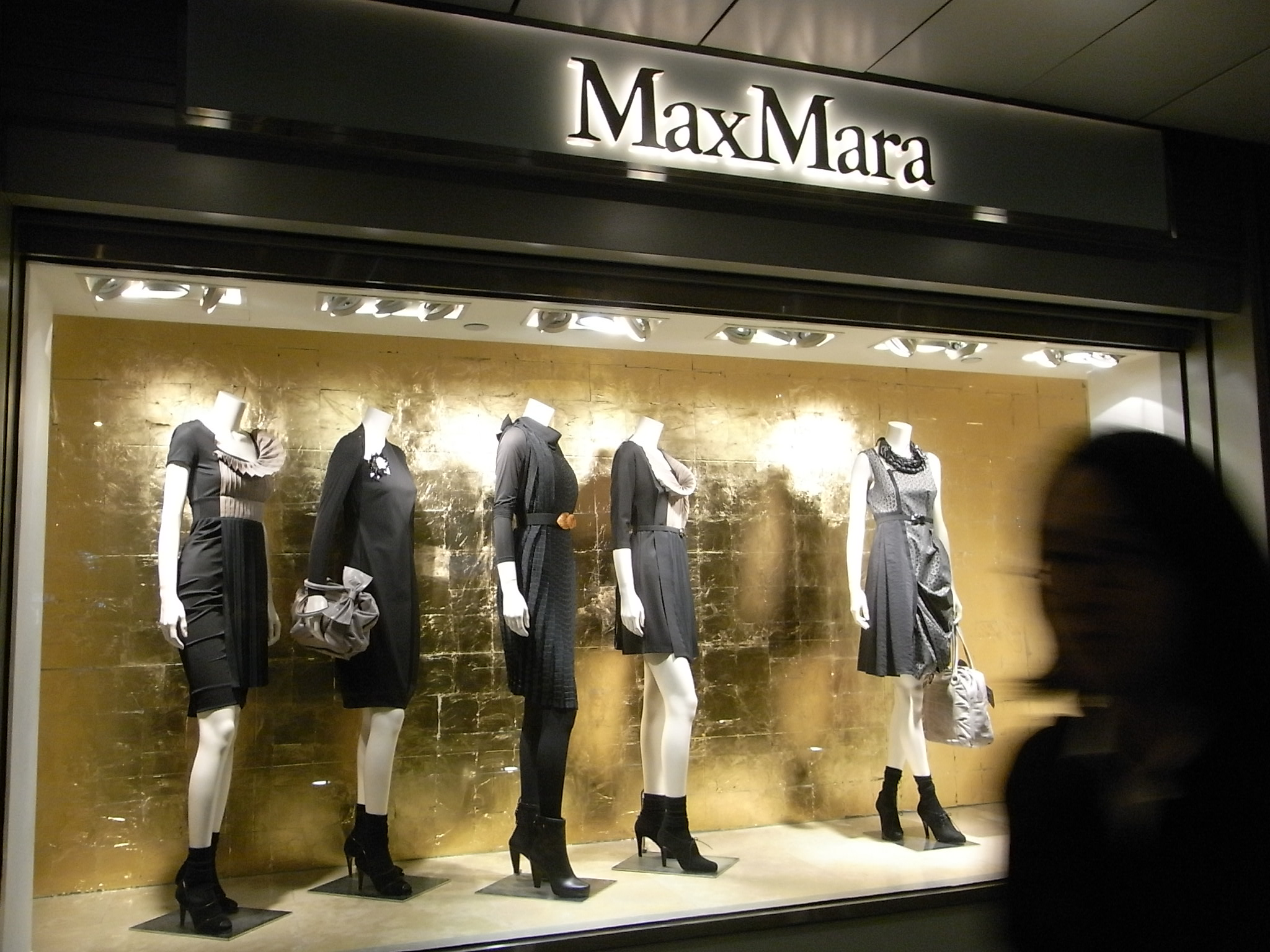
La vetrina di Max Mara

Max Mara è una casa di moda italiana appartenente alla società privata Max Mara Fashion Group con sede a Reggio Emilia in Italia. L’azienda si occupa di progettazione, produzione e vendita di abbigliamento femminile, specializzata in capispalla.

## Storia
Fondata nel 1951 da Achille Maramotti a Reggio Emilia, la casa di moda nasce col nome di Confezioni Maramotti e con l’obiettivo di introdurre il processi industriali americani nella cultura della sartoria europea, creando il pret-à-porter italiano.
Achille Maramotti sceglie il cappotto maschile come capo per il guardaroba femminile e negli anni ’60, Max Mara istituisce il suo creative studio per fare ricerca sulle modalità di espressione e di personalizzazione del capospalla.
Negli anni ’70 e ‘80, iniziano a collaborare con Max Mara stilisti internazionali come Anne-Marie Beretta, Emmanuelle Khanh, Karl Lagerfeld, Jean-Charles de Castelbajac, Narciso Rodriguez, Proenza Schouler e anche fotografi di moda come Richard Avedon, Arthur Elgort, Steven Meisel, Sarah Moon, Max Vadukul, Mario Sorrenti, David Sims, Craig McDean.
Nel 1981 nasce l'iconico cappotto 101801, creato in collaborazione con Anne-Marie Beretta e realizzato in beaver di lana e cachemire. Vestibilità over, maniche a kimono e il rever perfetto lo rendono un capo senza tempo.
Nel 1998 nasce il cappotto Manuela, in puro cammello con collo a rever e tasche sui fianchi, con chiusura a vestaglia e cintura.
Nel 2003 la sede di Max Mara si trasferisce nel nuovo campus di Reggio Emilia, in via Giulia Maramotti, progettato da John McAslan & Partners.
Nel 2012 Max Mara ha ricevuto il "Brand Heritage Award" dall’associazione mondiale "Fashion Group International' durante il “FGI’s 29th Annual Night of Stars" a New York.
Nel 2013 il marchio presenta il cappotto Teddy Bear sulla passerella Autunno Inverno, in alpaca di lana e seta effetto pelliccia.
Nel 2015, la casa collabora con il Renzo Piano Building Workshop per la creazione della Whitney Bag in occasione dell’apertura della nuova sede del Whitney Museum of American Art di New York nel Meatpacking District.

## Eventi
Women In Film Max Mara Face of the Future Award
Inaugurato ai Women In Film's 2006 Crystal + Lucy Awards, questo premio viene assegnato all’attrice che sta vivendo un periodo particolarmente interessante nell'industria cinematografica e televisiva, per l'impegno sociale e i contributi alla comunità in generale, e per la capacità di distinguersi in termini di grazia, eleganza e stile. 
Max Mara Art Prize for Women
Il progetto nasce nel 2005 in collaborazione con la Whitechapel Gallery ed è dedicato ad artiste donne che vivono nel Regno Unito. La giuria è composta da quattro membri: una gallerista, una giornalista e/o critica, un’artista e una collezionista, e viene rinnovata ad ogni edizione.
Il premio, assegnato ogni due anni, permette di trascorrere sei mesi in Italia per collaborare con artisti locali e fare ricerca. La nuova creazione sarà poi esposta alla Whitechapel Gallery a Londra e in seguito alla Collezione Maramotti a Reggio Emilia, Italia.